# Childersburg
Childersburg – miasto w Stanach Zjednoczonych, w stanie Alabama, w hrabstwie Talladega. W roku 2023 miasto zamieszkiwało 4637 osób, a gęstość zaludnienia wynosiła 142,2 osoby/km².